# Betul (Madhya Pradesh)
Betul est une ville indienne située dans le district de Betul dans l'État du Madhya Pradesh. En 2011, sa population était de 103 330 habitants.

## Traduction
- (en) Cet article est partiellement ou en totalité issu de l’article de Wikipédia en anglais intitulé « Betul, Madhya Pradesh » (voir la liste des auteurs).